# أمل أبو زيد
أمل أبو زيد (مواليد 12 يونيو 1953) هو عضو سابق في البرلمان اللبناني،   وعضو سابق في اللجنة الوطنية للاقتصاد والتجارة والصناعة والتخطيط في البرلمان اللبناني. هو حاليًا مستشار رئيس الجمهورية اللبنانية العماد ميشال عون للشؤون الروسية اللبنانية (منذ العام 2016).

## سيرة شخصية
ولد أمل في قرية مليخ وأكمل تعليمه في مدرسة الراعي الصالح، ثم انتقل إلى المملكة المتحدة لمتابعة دراسته الأكاديمية حيث حصل على درجة الماجستير من كلية لندن للأعمال.
أسسّ أمل أول شركة استثمارية له في 1980 في لندن تحت اسم "ADICO Investment Corporation"، وفي عام 2000 قام بتوسيع أعمال شركته وافتتح فرعاً للشركة في موسكو - روسيا وعمل على تعزيز العلاقة التجارية والاقتصادية بين الشتات الروسي واللبناني.
في عام 2001 شارك أمل أبو زيد في تأسيس غرفة التجارة الأمريكية اللبنانية وأصبح عضواً فيها، وهي منظمة رسمية غير ربحية تهدف إلى تيسير وتطوير العلاقات التجارية والتجارية بين لبنان والولايات المتحدة. وفي العام التالي أصبح عضواً في غرفة التجارة الدولية - لبنان.
يعتبر أمل أبو زيد ناشطاً في المجتمع الماروني، حيث عيّن في العام 2009 عضواً في «المؤسسة اللبنانية الموارنة للمغتربين» والتي تهدف لإعادة ربط المهاجرين الموارنة اللبنانيين في جميع أنحاء العالم ببلدهم الأصلي من خلال التواصل والتعاون المستمر وإدارة شؤون الهجرة المهمة ودفع المهاجرين اللبنانيين غير المسجلين إلى تسجيل أنفسهم وعائلاتهم مع الدولة اللبنانية للحصول على الجنسية.
في عام 2010 أنتخب رئيساً للجنة الشؤون الريفية المارونية في «الرابطة المارونية»، حيث تتولى اللجنة بالتعاون مع منظمات وبلديات في جميع أنحاء البلاد تطوير مشاريع في مناطق ريفية مارونية بهدف تشجيع الموارنة على البقاء في قراهم ومنع هجرتهم إلى العاصمة بيروت أو خارج لبنان، 
في عام 2011 عينه البطريرك الماروني بشارة بطرس الراي عضواً في «مجلس الصندوق الاجتماعي الماروني» وهو منظمة غير ربحية أسستها الكنيسة المارونية بهدف جمع الأموال لتطوير مشاريع الإسكان منخفضة التكلفة لاستيعاب الأزواج المارونيين الشباب أو العائلات المارونية المحرومة.
في 2014 عيّن وزير الخارجية اللبناني السيد جبران باسيل أمل أبو زيد مستشاراً للشؤون اللبنانية الروسية في الوزارة.
في عام 2015، تم تعيين أبو زيد عضواً في مجلس الإدارة في محطة OTV التلفزيونية.

## الجوائز والتكريمات
يعتبر أمل أبو زيد أول لبناني حصل على الدكتوراه الفخرية من معهد الدراسات الشرقية التابع لأكاديمية العلوم الروسية ‏ التي منحت له في 2015.
كما منحه البابا فرنسيس سنة 2015 وسام القديس غريغوريوس الكبير تقديراً لمساهمته الإنسانية في المجتمع اللبناني.
سنة 2019، كرّمه الرئيس الروسي فلاديمير بوتين وقلّده وسام الاتحاد الروسي للصداقة تقديراً لدوره في تطوير وتعزيز العلاقات اللبنانية الروسية في المجالات السياسية والثقافية والكنسية والاقتصادية.